# Assoto Saint
Assoto Saint, eigentlich Yves François Lubin (* 2. Oktober 1957 in Les Cayes, Haiti; † 29. Juni 1994 in New York, USA) war ein afroamerikanischer Tänzer, Lyriker, Dramatiker, Künstler, Herausgeber, Theatergründer und AIDS-Aktivist haitianischer Abstammung. Er war eine der wichtigen Stimmen der Black-Queer- und der schwarzen Literaturszene der USA in den 1980er und frühen 1990er Jahren.

## Leben und Wirken
Assoto Saint wurde 1957 in Les Cayes, einer Stadt auf Haiti, geboren. Er nannte sich nach einem Voodoo-Instrument und dem haitianischen Revolutionär Toussaint Louverture. Schon als Jugendlicher und Heranwachsender zeigte er stets Interesse an Lyrik, Theater und Musik, die ihn auch den Rest seines Lebens begleiten sollten.
1965 zog er mit seiner Familie in die Schweiz und lebte einige Zeit in Genf. Dann zog die Familie 1970 nach New York. Dort besuchte er die Jamaica High School im Stadtteil Queens, die er 1974 verließ, um am Queens College Medizin zu studieren. Daraus wurde nichts und er schloss sich als Tänzer der Martha Graham Dance Company an, der er bis zu einer Verletzung 1980 angehörte. Im gleichen Jahr lernte er seinen Lebenspartner, den schwedischen Komponisten Jaan Urban Holmgren, kennen, der fortan für die Musik seiner Stücke verantwortlich war.
Saint gründete ein Theater mit dem Namen Metamorphosis Theatre, in dem die von seinem Partner komponierten und von ihm selbst geschriebenen Stücke gespielt wurden, die hauptsächlich von queerer schwarzer Lebenswelt handelten.
Dann gründete er die Galiens Press, deren Name sich aus Gay und Aliens (hier für Fremde, Außenseiter) zusammensetzte und wo er seine eigenen Werke und eine Reihe von Anthologien schwarzer schwuler und nichtschwuler Lyrik publizierte. Dadurch wurde er zu einem der wichtigsten schwarzen Herausgeber von Lyrik der USA in den 1980er und frühen 1990er Jahren.
Holmgren und Saint gründeten die Elektropopband Xotica, die einen einzigen Song Forever Gay herausbrachte, der auf einer CD todsterbenskranker aidskranker Musiker veröffentlicht wurde.
1986 wurde er US-amerikanischer Staatsbürger und im Jahr darauf, 1987, wurden Holmgren und Saint positiv auf Aids getestet. 1992 hatte er in einer Dokumentation des Filmemachers Marlon Riggs mitgewirkt. Saints Partner Holmgren starb 1993 an Aids.
Mit seinem Engagement und seiner Literatur war Saint Vorbild für eine Reihe queerer schwarzer Künstler, so für Marlon Riggs und Melvin Dixon.
Am 29. Juni 1994 starb auch Saint im Alter von 36 Jahren an den Folgen seiner Aidserkrankung. Auf seiner Beerdigung wurde auf seinen Wunsch hin eine US-amerikanische Flagge verbrannt und die Asche auf seinem Grab verstreut, als Zeichen des Protestes auch im Tode gegenüber der restriktiven Aidspolitik der Regierung. Saint wurde neben seinem Partner Holmgren auf dem Cemetery of the Evergreens in Brooklyn beigesetzt.

## Werk (eigenes, nicht aus Herausgeber)
- Triple Trouble, Gedichte, 1987.
- Stations, Gedichte, 1989.
- Wishing for Wings, Gedichte, 1994.
- Spells of a voodoo- doll: The poems, fiction, essays and plays of Assoto Saint, posthum 1996; Essays, Gedichte, Prosa, Theaterstücke.

## Stücke (Aufgeführt, Auswahl)
- Rising to the love that we need
- New love song
- Nuclear Lovers
- Black Fag

## Auszeichnungen (Auswahl)
- 1980: 2. Platz des Jane Chambers Gay and Lesbian Awards
- 1990: James-Baldwin-Preis
- 1992: Lambda Literary Award (Gay men’s poetry; Hrsg.) für The Road Before Us: 100 Gay Black Poets (1991)